# 5ive (americká hudební skupina)
Nezaměňovat s anglickou chlapeckou kapelou s podobným názvem Five.
5ive (nebo též 5ive's Continuum Research Project) byla americká kapela založená roku 2000 v Bostonu v Massachusetts. Tvořilo ji duo Charles Harrold (bicí) a Ben Carr (kytara). Hrála mix drone metalu, doom metalu a sludge metalu.
Stejnojmenné debutové studiové album vyšlo v roce 2001. Všechny skladby na albu jsou instrumentální (bez vokálu). Po vydání třetí regulérní desky s názvem Hesperus (2008) se kapela rozpadla.

## Diskografie
Dema
- Continuum Research Project: Perturbation (2005)

Studiová alba
- 5ive (2001)
- The Telestic Disfracture (2001)
- Hesperus (2008)

EP
- The Hemophiliac Dream (2002)
- Versus (2004)

Split nahrávky
- Kid606 vs. 5ive's Continuum Research Project (2004) – společně s kapelou Kid606
- Full Buck Moon (2005) – společně s kapelou Theory Of Abstract Light